# I due sanculotti
I due sanculotti è un film del 1966 diretto da Giorgio Simonelli.

## Trama
Francia, luglio 1789, pochi giorni prima dello scoppio della Rivoluzione Francese, Franco e Ciccio La Capra arrivano a Parigi in cerca di lavoro. Riescono a trovarlo presso un atélièr per nobildonne gestito dal signor François grazie alla raccomandazione di una loro zia che un tempo viveva in Francia. Quando un gruppo di nobili inferociti assalta l'atélièr perché Franco e Ciccio hanno messo le mani addosso alle loro mogli, un nobile di nome Deville nota che Franco assomiglia in modo impressionante al fratello del Re, il conte D'Artois. Siccome il conte D'Artois deve lasciare Parigi alla volta di Vienna nella speranza che gli Austriaci aiutino i nobili nell'imminente insurrezione, Franco deve impersonare il conte durante il consueto ricevimento mentre Ciccio farà la parte di un nobile austriaco, il barone Fon Ciccenburg. Nonostante le lezioni di buone maniere loro impartite, Franco e Ciccio combineranno un sacco di guai per finire catturati dai Sanculotti (i rivoluzionari francesi) e sfuggire più volte alla ghigliottina (inventata dal professor Guillotin e a cui Franco e Ciccio hanno dato il nome quando lavoravano al suo servizio) grazie all'aiuto della Primula Rossa. Dopo essere diventati Generali dell'esercito francese ed aver conosciuto Napoleone, Franco e Ciccio verranno condannati nuovamente al patibolo dal brusco giudice e, di nuovo, salvati dalla Primula Rossa. Alla fine si scopre il motivo per cui la Primula Rossa tiene tanto alla loro salvezza e i due La Capra decidono di svignarsela per tornare in Italia.